# Frontogénesis
La frontogénesis es un proceso meteorológico de estrechamiento de los gradientes horizontales de temperatura para producir frentes atmosféricos. Al final, se forman dos tipos de frentes: frentes fríos y frentes cálidos. Un frente frío es una línea estrecha donde la temperatura desciende rápidamente. Un frente cálido es una línea estrecha de temperaturas más cálidas y esencialmente donde ocurre gran parte de la precipitación. La frontogénesis ocurre como resultado de una onda baroclínica en desarrollo. Según Hoskins & Bretherton (1972, p. 11), existen ocho mecanismos que influyen en los gradientes de temperatura: deformación horizontal, cizalladura horizontal, deformación vertical, movimiento vertical diferencial, liberación de calor latente, fricción superficial, turbulencia y mezcla, y radiación. La teoría de la frontogénesis semigeostrófica se centra en el papel de la deformación horizontal y el corte.

## Cinemática
La deformación horizontal en los ciclones de latitudes medias concentra los gradientes de temperatura: aire frío de los polos y aire cálido del ecuador.
El cortante horizontal tiene dos efectos en una parcela de aire; tiende a rotar el paquete (piense en colocar una rueda en un punto en el espacio y cuando sopla el viento, la rueda gira) y deforma el paquete al estirarse y encogerse. Al final, esto también puede reducir el gradiente de temperatura, pero lo más importante es que gira un gradiente de temperatura concentrado, por ejemplo, desde el eje x a la dirección y.
Dentro de un ciclón de latitud media, estas dos características clave juegan un papel esencial en la frontogénesis. En un ciclón típico de latitud media, hay
- En el lado oeste, vientos del norte (N/H) o vientos del sur (S/H) (asociados con aire frío) y
- al este del ciclón, vientos del sur (N/H) o vientos del norte (S/H) (asociados con aire cálido); resultando en una deformación por cortante horizontal.

Al final, esto resulta en concentrar una cizalladura ciclónica a lo largo de una línea de máxima cizalladura (que en este caso es el nacimiento de un frente frío).
En el lado este de un ciclón, se observa una deformación horizontal que se convierte en confluencia (resultado de traslación + deformación).
La deformación horizontal en niveles bajos es un mecanismo importante para el desarrollo de frentes fríos y cálidos (Holton, 2004).

## Elementos de Frontogénesis
El corte horizontal y la deformación horizontal conducen a concentrar el gradiente de temperatura polo-ecuador en una gran escala sinóptica (1000 km).
Las ecuaciones cuasi-geostróficas fallan en la dinámica de la frontogénesis porque este fenómeno meteorológico es de menor escala en comparación con el Radio de deformación de Rossby; por lo que se utiliza la teoría semigeostrófica.
En general, el número de Rossby , la relación entre los términos de inercia y Coriolis, se utiliza para formular una condición de flujo geostrófico.
- En el frente, el número de Rossby es del orden de udu/dx/fv = (10 m/s)^2/(1000 km)/(1e-4 s-1)/(1 m/s) = 1; esto demuestra que no podemos ignorar el término inercial (hay que tener en cuenta el viento ageostrófico).
- A lo largo del frente, el número de Rossby es del orden de udv/dx/fu = (10 m/s)/(1000 km)*(1e-4 s-1)*(10 m/s) = 0,01, lo que significa está en equilibrio geostrófico y de viento térmico.

Finalmente, mirando una sección transversal (yz) a través del flujo confluente, usando vectores Q (Q apuntando hacia el movimiento ascendente), en el lado cálido (parte inferior del esquema confluente), hay movimiento ascendente y, por otro lado, el frío lado (parte superior del esquema confluente), hay movimiento hacia abajo.
La sección transversal señala la convergencia (flechas apuntando una hacia la otra) asociada con el endurecimiento del gradiente de temperatura horizontal.
Por el contrario, se nota la divergencia (las flechas apuntan en dirección opuesta), asociada con el estiramiento del gradiente de temperatura horizontal. Dado que la fuerza del flujo geostrófico es proporcional al gradiente de temperatura, las tendencias de endurecimiento de la edad crecen rápidamente después de la intensificación geostrófica inicial.

## Desarrollo de la Circulación Frontogenética
Durante la frontogénesis, el gradiente de temperatura se estrecha y, como resultado, el viento térmico se desequilibra. Para mantener el equilibrio, el viento geostrófico arriba y abajo se ajusta, de modo que se forman regiones de divergencia/convergencia. La continuidad de masa requeriría un transporte vertical de aire a lo largo del frente frío donde hay divergencia (presión reducida). Aunque esta circulación está descrita por una serie de procesos, en realidad están ocurriendo al mismo tiempo, observables a lo largo del frente como una circulación térmicamente directa. Hay varios factores que influyen en la forma final y la inclinación de la circulación alrededor del frente y, en última instancia, determinan el tipo y la ubicación de las nubes y la precipitación.

## Ecuación tridimensional
La forma tridimensional de la ecuación de frontogénesis es
{\displaystyle {\begin{alignedat}{3}F={\frac {1}{|\nabla \theta |}}\cdot {\frac {\partial \theta }{\partial x}}\left\{{\frac {1}{C_{p}}}\left({\frac {p_{\circ }}{p}}\right)^{\kappa }\left[{\frac {\partial }{\partial x}}\left({\frac {dQ}{dt}}\right)\right]-\left({\frac {\partial u}{\partial x}}{\frac {\partial \theta }{\partial x}}\right)-\left({\frac {\partial v}{\partial x}}{\frac {\partial \theta }{\partial y}}\right)-\left({\frac {\partial w}{\partial x}}{\frac {\partial \theta }{\partial z}}\right)\right\}\\+{\frac {\partial \theta }{\partial y}}\left\{{\frac {1}{C_{p}}}\left({\frac {p_{\circ }}{p}}\right)^{\kappa }\left[{\frac {\partial }{\partial y}}\left({\frac {dQ}{dt}}\right)\right]-\left({\frac {\partial u}{\partial y}}{\frac {\partial \theta }{\partial x}}\right)-\left({\frac {\partial v}{\partial y}}{\frac {\partial \theta }{\partial y}}\right)-\left({\frac {\partial w}{\partial y}}{\frac {\partial \theta }{\partial z}}\right)\right\}\\+{\frac {\partial \theta }{\partial z}}\left\{{\frac {p_{\circ }^{\kappa }}{C_{p}}}\left[{\frac {\partial }{\partial z}}\left(p^{-\kappa }{\frac {dQ}{dt}}\right)\right]-\left({\frac {\partial u}{\partial z}}{\frac {\partial \theta }{\partial x}}\right)-\left({\frac {\partial v}{\partial z}}{\frac {\partial \theta }{\partial y}}\right)-\left({\frac {\partial w}{\partial z}}{\frac {\partial \theta }{\partial z}}\right)\right\}\end{alignedat}}}
donde cada dimensión comienza con un término diabático; en la dirección {\displaystyle x}
{\displaystyle {\frac {1}{C_{p}}}\left({\frac {p_{\circ }}{p}}\right)^{\kappa }\left[{\frac {\partial }{\partial x}}\left({\frac {dQ}{dt}}\right)\right]}
en la dirección {\displaystyle y}
{\displaystyle {\frac {1}{C_{p}}}\left({\frac {p_{\circ }}{p}}\right)^{\kappa }\left[{\frac {\partial }{\partial y}}\left({\frac {dQ}{dt}}\right)\right]}
y en la dirección {\displaystyle z}
{\displaystyle {\frac {p_{\circ }^{\kappa }}{C_{p}}}\left[{\frac {\partial }{\partial z}}\left(p^{-\kappa }{\frac {dQ}{dt}}\right)\right]}.
La ecuación también incluye términos de deformación horizontal y vertical; en la dirección {\displaystyle x}
{\displaystyle -\left({\frac {\partial u}{\partial x}}{\frac {\partial \theta }{\partial x}}\right)-\left({\frac {\partial v}{\partial x}}{\frac {\partial \theta }{\partial y}}\right)}
y en la dirección  {\displaystyle y}
{\displaystyle -\left({\frac {\partial u}{\partial y}}{\frac {\partial \theta }{\partial x}}\right)-\left({\frac {\partial v}{\partial y}}{\frac {\partial \theta }{\partial y}}\right)}
y en la dirección vertical {\displaystyle z}
{\displaystyle -\left({\frac {\partial u}{\partial z}}{\frac {\partial \theta }{\partial x}}\right)-\left({\frac {\partial v}{\partial z}}{\frac {\partial \theta }{\partial y}}\right)}.
Los términos finales son el término de inclinación y el término de divergencia vertical; el término de inclinación está representado en la ecuación de frontogénesis tridimensional en las direcciones {\displaystyle x} e {\displaystyle y}
{\displaystyle -\left({\frac {\partial w}{\partial x}}{\frac {\partial \theta }{\partial z}}\right)}
{\displaystyle -\left({\frac {\partial w}{\partial y}}{\frac {\partial \theta }{\partial z}}\right)}
y el término de divergencia vertical está presente como
{\displaystyle -\left({\frac {\partial w}{\partial z}}{\frac {\partial \theta }{\partial z}}\right)}